# NGC 5221
NGC 5221 (również PGC 47869 lub UGC 8559) – galaktyka spiralna (Sb), znajdująca się w gwiazdozbiorze Panny. Odkrył ją William Herschel 12 kwietnia 1784 roku. Wraz z sąsiednią galaktyką NGC 5222 i jej małą towarzyszką stanowi obiekt Arp 288 w Atlasie Osobliwych Galaktyk Haltona Arpa.